# 충소
충소(种劭, ? ~ 194년)는 후한 말기의 관료로, 자는 신보(申甫)이며 하남윤 낙양현(雒陽縣) 사람이다. 사도 충고의 손자이자 사공 충불의 아들이다.

## 생애
젊어서부터 명성이 있었고, 중평 말기에 간의대부를 지냈다. 대장군 하진이 환관을 주멸할 때 병주목 동탁을 불러들였는데, 동탁이 민지(澠池)까지 왔을 때 그를 의심하여 충소로 하여금 임지로 돌아가라는 조서를 전달하게 하였다. 그러나 동탁은 조서를 받지 않고 먼저 하남까지 도착하였고, 충소는 이를 저지하였으나 동탁은 병력을 내세우며 충소를 위협하였다. 노한 충소는 호통을 치며 병사들을 물리쳤고, 직접 동탁의 면전에 다가가 그를 질책하였다. 동탁은 충소에게 사죄하고 하남성 서쪽의 석양정(夕陽亭)으로 군세를 돌렸다.
하진이 피살된 후, 정권을 잡은 동탁은 헌제를 옹립하였고, 충소는 부름을 받아 시중(侍中)이 되었다. 그러나 동탁의 미움을 받아 의랑(議郞)으로 좌천되었고, 곧 익주자사 겸 양주자사로 발령되어 외지로 쫓겨나게 되었다. 그러나 때마침 아버지 충불이 죽어, 부임하지 않고 복상하였다.
복상이 끝난 후 소부·대홍려에 임명되었으나, 충소는 모두 거절하였다. 곧 마등·한수·좌중랑장(左中郞將) 유범·간의대부 마우(馬宇)와 함께 이각·곽사를 공격하여 장평관(長平觀) 아래에서 싸웠으나, 패하여 모두 죽었다. 마등과 한수는 살아남아 양주로 돌아갔다.

## 출전
- 범엽, 《후한서》 권56 장왕충진열전